# Jean Baptiste Peeters (politicus)
Joannes Baptista (Jean Baptiste) Peeters (Lier, 18 juli 1801 - 21 januari 1853) was een Belgisch ondernemer, rentenier en politicus voor de Liberale Partij.

## Levensloop
Peeters was de zoon van een winkelier. Zelf werd hij ambtenaar bij de stad en later ging hij in dienst van nijveraar Emmanuel Schram. Deze vertrouwde hem het beheer van zijn handelshuis te England toe. Peeters emigreerde evenwel naar Mexico, alwaar hij een succesvolle onderneming wist op te richten. Circa 25 jaar later keerde hij als rentenier terug naar zijn heimat.
Bij de verkiezingen van 1848 werd hij tot zowel provincie- (15 juli 1848), als gemeenteraadslid (22 augustus 1848) verkozen. Hierop aansluitend volgde hij Charles Mast-De Vries op als burgemeester, een functie die hij uitoefende tot aan zijn dood. In deze hoedanigheid werd hij opgevolgd door George Bergmann.
In 1849 huwde hij de dochter van zijn voormalige werkgever, drie jaar later overleed Peeters. Hij kreeg een laatste rustplaats op het Begraafpark Mechelsepoort te Lier. Zijn afbeelding is (samen met die van vijf andere Lierse burgemeesters uit de periode 1830-1930) opgenomen in een 12-kantige carrousel ('défilé' genaamd) in de Zimmertoren die telkens om 12u 's middags wordt getoond.